# کوتشلیتس
کوتشلیتس (به آلمانی: Kötschlitz) یک منطقهٔ مسکونی در آلمان است که در لوینا واقع شده‌است.
 کوتشلیتس  ۹۲۷ نفر جمعیت دارد.